# Ranoidea novaehollandiae
Ranoidea novaehollandiae es una rana de Australia.  Vive en Queensland en el Cabo York y en Nueva Gales del Sur y Australia Meridional.
Esta rana no vive en bosques ni montañas.  La hembra pone sus huevos en piscinas en que la agua no mueve rápidamente.